# District de Pashchimi Singhbhum
Le district de Pashchimi Singhbhum ou district de Singhbhum Ouest (hindi : पश्चिमी सिंहभूम जिला)  est un district  de l'état du Jharkhand  en Inde.

## Géographie
Au recensement de 2011, sa population compte 1 502 338 habitants pour une superficie de 7 224 km2.
Son chef-lieu est la ville de Chaibasa. 

## Histoire
Créé le 16 janvier 1990 par le partage de l'ancien district de Singhbhum.
Singhbhum signifie la terre des lions.